# Císařský ostrov
Die Kaiserinsel (tschechisch Císařský ostrov) ist eine Flussinsel in der Moldau im nördlichen Teil von Prag. Sie ist mit einer Fläche von 66 Hektar die größte Insel von Prag. Der Westteil der Insel wird eingenommen von der zentralen Kläranlage der Stadt Prag, die dort 1967 in Betrieb genommen wurde.
Die Kaiserinsel geriet am 2. Dezember 2017 in die Schlagzeilen, als die erst 1984 eröffnete und 260 Meter lange Trojská lávka einstürzte, die die Insel mit dem nördlichen Stadtteil Troja verband.